# Friedhof und Gedenkstätte Panzergraben

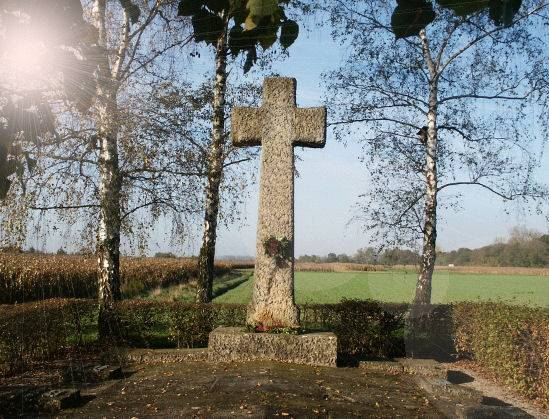
Ehrenmal vor der Zerstörung September 2010

Friedhof und Gedenkstätte Panzergraben (früher Ehrenmal Panzergraben) ist die Bezeichnung für ein Denkmal zur Erinnerung an 27 deutsche Soldaten und Zollgrenzschützer, die dort am 14. April 1945 wenige Tage vor Ende des Zweiten Weltkriegs bei Gefechten mit französischen Truppen getötet wurden. Die französischen Truppen selbst erlitten ebenfalls Verluste; es starben 49 französische Soldaten. Das Ehrenmal befindet sich südlich des Rheinauer Ortsteils Memprechtshofen auf der Gemarkung Freistett.
Seit 1963 findet dort ein vom NPD-Regionalverband Karlsruhe organisiertes Treffen am Volkstrauertag statt. Im Jahr 2006 waren 100 Teilnehmer beteiligt, darunter rechtsradikale Skinheads. Die Teilnehmer zogen entgegen vorheriger Abmachungen mit der Polizei als schwarzer Block über die Bundesstraße und zeigten Reichskriegsflaggen. Die Polizei war mit einem Polizeihubschrauber sowie einer Hundertschaft vor Ort, um gewaltsame Ausschreitungen und eine Störung der Veranstaltung durch Gegendemonstranten zu verhindern. 2007 fand erstmals eine Gegenveranstaltung mit dem Motto „Rheinau ist bunt statt braun – Für Frieden, Toleranz und Völkerverständigung“ unter der Führung des DGB statt.  Kurz vor der NPD-Veranstaltung wurde von Unbekannten ein Farbanschlag auf die Gedenkstätte ausgeübt.
Auch im folgenden Jahr kam es zu einer Veranstaltung der NPD, nun mit schärferen Auflagen (zum Beispiel ein Verbot für Uniformteile und Springerstiefel). Außerdem wurde die Gedenkstätte am 17. September 2007 in die Friedhofsordnung der Stadt Rheinau aufgenommen. Politische Veranstaltungen am Panzergraben selbst sind danach nicht mehr zulässig.
Am 3. September 2010 wurde das über 4 Meter hohe Steinkreuz durch bislang unbekannte Täter zerstört. Im Mai 2011 wurde ein neues Kreuz errichtet. Als Folge einer durch die Demonstrationen ausgelösten Debatte benannte die Stadt Rheinau das Denkmal von Ehrenmal Panzergraben in Friedhof und Gedenkstätte Panzergraben um.